# NGC 5935
NGC 5935 est une galaxie spirale située dans la constellation du Bouvier. Sa vitesse par rapport au fond diffus cosmologique est de 5 418 ± 7 km/s, ce qui correspond à une distance de Hubble de 79,9 ± 5,6 Mpc (∼261 millions d'al). NGC 5935 a été découverte par l'astronome français Édouard Stephan en 1880. 
Selon la base de données Simbad, NGC 5935 est une galaxie LINER, c'est-à-dire une galaxie dont le noyau présente un spectre d'émission caractérisé par de larges raies d'atomes faiblement ionisés.